# Блейден (округ, Північна Кароліна)
Шаблон:StateAbbr_ 34°37′ пн. ш. 78°34′ зх. д. / 34.62° пн. ш. 78.56° зх. д.
Округ  Блейден (англ. Bladen County) — округ (графство) у штаті  Північна Кароліна, США. Ідентифікатор округу 37017.

## Історія
Округ утворений 1734 року.

## Демографія
За даними перепису 
2000 року 
загальне населення округу становило 32278 осіб, зокрема міського населення було 3727, а сільського — 28551.
Серед мешканців округу чоловіків було 15520, а жінок — 16758. В окрузі було 12897 домогосподарств, 8935 родин, які мешкали в 15316 будинках.
Середній розмір родини становив 2,97.
Віковий розподіл населення поданий у таблиці:
| Стать    | До 15 років | 15-21 | 22-29 | 30-39 | 40-49 | 50-65 | 65-85 | Понад 85 |
| -------- | ----------- | ----- | ----- | ----- | ----- | ----- | ----- | -------- |
| Чоловіки | 3394        | 1601  | 1623  | 2035  | 2327  | 2746  | 1659  | 135      |
| Жінки    | 3163        | 1454  | 1593  | 2243  | 2564  | 2937  | 2462  | 342      |

## Виноски
1. ↑  U.S. Decennial Census. United States Census Bureau. Архів оригіналу за 26 квітня 2015. Процитовано 12 січня 2015.
2. ↑  Historical Census Browser. University of Virginia Library. Архів оригіналу за 26 грудня 2013. Процитовано 12 січня 2015.
3. ↑  Forstall, Richard L., ред. (27 березня 1995). Population of Counties by Decennial Census: 1900 to 1990. United States Census Bureau. Архів оригіналу за 3 березня 2015. Процитовано 12 січня 2015.
4. ↑  Census 2000 PHC-T-4. Ranking Tables for Counties: 1990 and 2000 (PDF). United States Census Bureau. 2 квітня 2001. Архів оригіналу (PDF) за 18 грудня 2014. Процитовано 12 січня 2015.
5. ↑  State & County QuickFacts. United States Census Bureau. Архів оригіналу за 7 липня 2011. Процитовано 17 жовтня 2013. [Архівовано 2011-07-28 у Wayback Machine.](англ.) Наведено за англійською вікіпедією.
6. ↑  American FactFinder. Бюро перепису населення США. Архів оригіналу за 26 лютого 2012. Процитовано 31 січня 2008. [Архівовано 2008-05-21 у Wayback Machine.]

| США | Це незавершена стаття з географії США. Ви можете допомогти проєкту, виправивши або дописавши її. |